# Adiafora
Adiafora (af gr. "som ikke gør forskel") er en antik filosofisk term, der i græsk stoisk filosofi blev brugt som betegnelse for ting, som er uden betydning for den menneskelige lykke, men som bliver opfattet som vigtige, fx rigdom og magt.
I kristendommen bruges betegnelsen om moralsk neutrale handlinger, dvs. handlinger der hverken er påbudt eller forbudt.
| filosofi | Spire Denne filosofiartikel er en spire som bør udbygges. Du er velkommen til at hjælpe Wikipedia ved at udvide den. |